# Acide métacoumarique
L'acide métacoumarique, acide 3-coumarique ou  acide métahydroxycinnamique est un composé phytochimique dérivé de l'acide cinnamique de formule brute C9H8O3. C'est l'isomère méta de l'acide coumarique. Du fait de sa liaison double, il existe sous la forme de deux isomères cis/trans (Z/E), mais c'est la forme trans qui prédomine en général.

## Occurrence naturelle
L'acide métacoumarique est un métabolite végétal présent dans de nombreux aliments tels que le maïs, la myrtille, la fraise et le vin, et a pu donc être détecté dans de multiples biofluides humains (fèces, urine et sang).

## Propriétés
L'acide métacoumarique se présente sous la forme d'une poudre beige qui fond vers 193 à 195 °C. C'est un acide faible, peu soluble dans l'eau. Sa base conjuguée est le 3-coumarate.